# Jadzia Dax
Jadzia Dax è un personaggio immaginario dell'universo fantascientifico di Star Trek. Interpretata da Terry Farrell appare nella serie televisiva Star Trek: Deep Space Nine, in alcuni videogiochi e romanzi del franchise. Jadzia Dax è un Trill, ottavo ospite di Dax. È ufficiale scientifico a bordo della stazione spaziale Deep Space Nine e timoniere della USS Defiant NX-74205.

## Storia del personaggio
Prima di diventare ospite, all'età di ventisei anni, aveva ottenuto ottime lauree in esobiologia, zoologia, astrofisica ed esoarcheologia.. È l'unica a essere stata esclusa dalla candidatura all'unione simbiotica e a essere riammessa: Curzon l'aveva bocciata, ma lei gli ha dimostrato con caparbietà e costanza che sarebbe stata un'ospite degna di Dax.
In precedenza Dax, quando era nel corpo ospite di Curzon, un maschio, era intimo amico di Benjamin Sisko, tanto che Sisko la chiama ancora a volte vecchio mio. Deve di continuo difendersi dagli approcci del Dottor Julian Bashir, che si è innamorato di lei.
Nella sua prima missione venne decorata da un ammiraglio vulcaniano.. Successivamente viene assegnata alla stazione spaziale Deep Space Nine nel 2369 con il ruolo di ufficiale scientifico .
Ha più di trecento anni di esperienza scientifica distribuita in otto vite e la sua notevole capacità di concentrazione le permette quasi di avere ragione di un rompicapo mentale altoniano su cui si sta esercitando da più di centoquaranta anni.
Viene accusata dell'omicidio, avvenuto trent'anni prima, del Generale Ardelon Tandro, quando l'ospite era Curzon Dax, ed era mediatore della Federazione sul pianeta di Tandro Klaestron Quattro. Decide di rimanere leale e tace riguardo all'accusa per proteggere Enina Tandro, con cui Curzon Dax aveva avuto una relazione.
Nel 2374 sposa Worf con rito Klingon, ma muore nello stesso anno, ferita da un Pah-wraith entrato nel corpo di Gul Dukat. Si riesce a salvare solo il simbionte Dax, ma le condizioni sono talmente gravi che deve essere impiantato con un intervento d'emergenza nell'unico Trill disponibile al momento, Ezri Tigan.

## Interpreti
Jadzia Dax è interpretata dall'attrice e modella statunitense Terry Farrell, che l'ha impersonata in 148 episodi della serie televisiva Star Trek: Deep Space Nine. La Farrell ha inoltre prestato la voce al personaggio anche nei videogiochi Star Trek: Deep Space Nine - Harbinger (1996) e Star Trek: Deep Space Nine - The Fallen (2000). All'interno del franchise di Star Trek, Terry Farrell è inoltre apparsa anche nel film fanfiction Star Trek: Renegades, dove però interpreta il personaggio di Jada.

## Filmografia
- Star Trek: Deep Space Nine - serie TV, 148 episodi (1993-1998)

## Libri (parziale)

### Romanzi
- (EN) John Vornholt, Antimatter, collana Star Trek: Deep Space Nine, n. 8, New York, Pocket Books, 1994, ISBN 067188560X.
- (EN) Greg Cox e John Gregory Betancourt, Devil in the Sky, collana Star Trek: Deep Space Nine, n. 11, New York, Pocket Books, 1995, ISBN 0671881140.
- (EN) Diane Carey e Ronald D. Moore, Trials and Tribble-Ations, collana Star Trek: Deep Space Nine, New York, Pocket Books, 1996, ISBN 0671009028.

## Videogiochi
- Star Trek: Deep Space Nine - Harbinger (1996)
- Star Trek: Deep Space Nine - The Fallen (2000)
- Star Trek Timelines (2020)